# Nissan Sentra
Nissan Sentra — компактный автомобиль, производящийся японским автопроизводителем Nissan Motors, является экспортной версией японской Nissan Sunny. Всего имеет 8 поколений, последнее выпускается с 2018 года.
В Соединённых Штатах Sentra располагается в классе компактных автомобилей, цены на неё колеблются в пределах от $15000 за базовую модель до $21000 за полную комплектацию. Sentra также назывался американский Nissan Sunny, который производился с 1982 по 1999 год.

## Международный рынок
Во многих странах Северной и Южной Америки, таких как Бразилия, Sentra продаётся как Sunny. В Мексике первые три поколения Sentra были известны как Tsuru, модель 1994 года всё ещё продаётся под этим именем наряду с текущей Sentra, хотя уже претерпела 3 фейслифтинга.

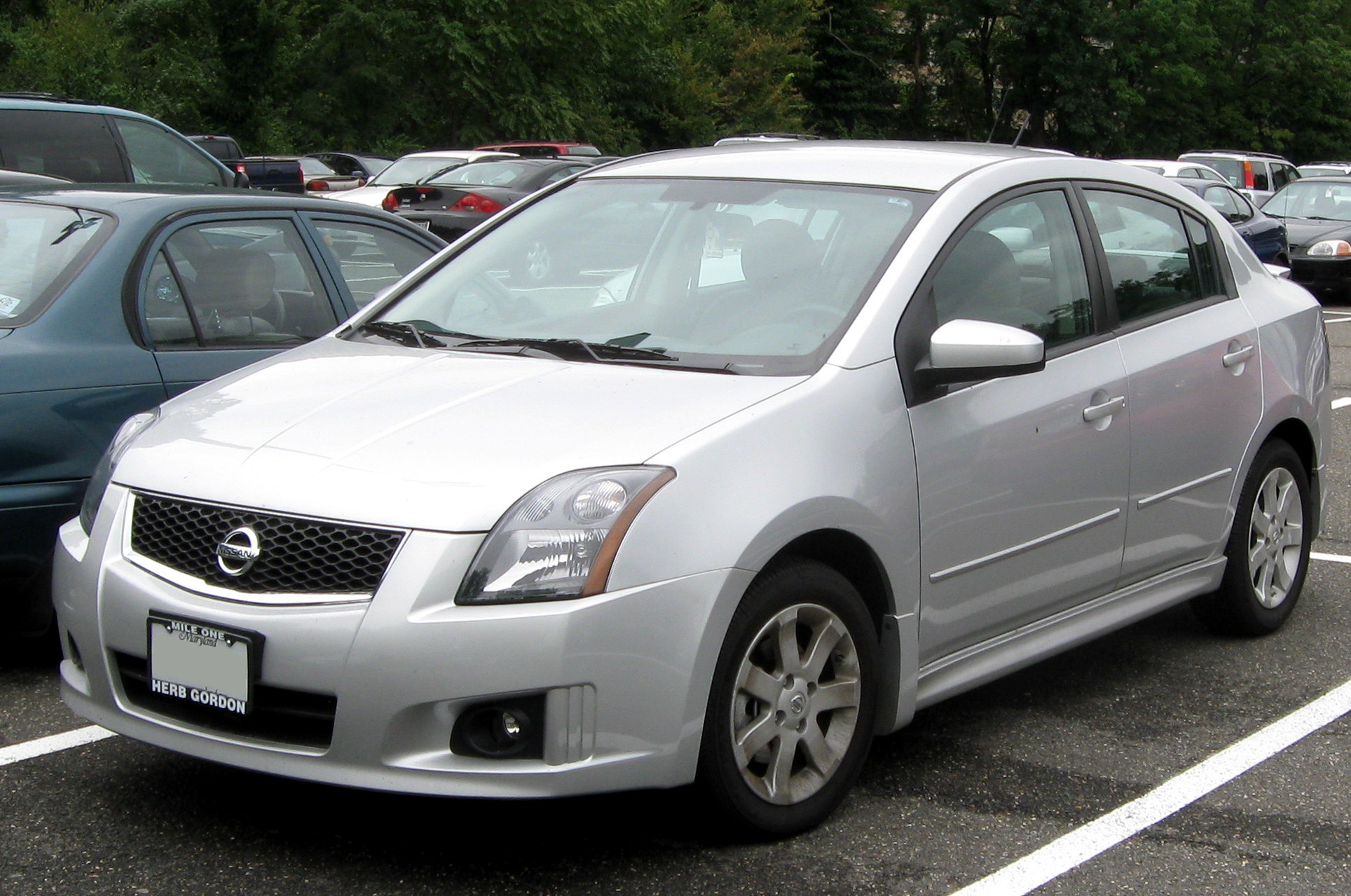
Nissan Sentra SE-R Spec V (2009)

## Второе поколение

### SE-R Spec-V
Nissan Sentra SE-R Spec V — спортивная версия Nissan Sentra, имеет высокий уровень отделки салона. Она начала выпускаться в 2002 году. Её двигатель 2,5 л QR25DE был изначально создан для Nissan Altima. Двигатель производит 175 л.с. (130 кВт) при 6000 об / мин и 244 Н · м крутящего момента при 4000 об / мин. Такой мощности достаточно для разгона автомобиля до 100 км/ч не более, чем за 7 секунд и за 15.2 секунды автомобиль проходит четверть мили. Однако, из-за коротких передач, разогнать автомобиль до 100 км/ч возможно лишь на третьей передаче.
Стандартная комплектация автомобиля была с 6-ступенчатой механической коробкой передач,  винтовым дифференциалом повышенного трения Torsen, а также 17-дюймовыми колёсами и шинами. Она также имеет вентилируемые дисковые передние тормоза (296 мм х 22 мм) и барабанные тормоза сзади (232 мм х 7 мм), также дополнительно доступны тормоза Brembo. Наряду со стандартным спортивным интерьером, также доступны 300-ваттная аудиосистема с девятью динамиками  (с 8-дюймовым (200 мм) сабвуфером в багажнике) и  люком на крыше.
Из прочего оборудования: спортивные фары с чёрной обводкой серебряных отражателей, стандартные противотуманные фары.
Первоначально, в 2002 и 2003 годах, SE-R Spec V (наряду с SE-R) имела агрессивную переднюю панель (стилизованную под Skyline GT-R) и расширения по бокам, сзади установлен спойлер. Другие особенности: каталитический нейтрализатор на выпускном коллекторе, ограничитель подачи топлива, который предотвращает перегрев и повреждение керамической подложки катализатора.

## Для российского рынка
Российская премьера седана Nissan Sentra состоялась на Московском автосалоне 2014 года. Выпуск автомобиля организован на заводе «Иж-Авто» в Ижевске. Машина оснащается бензиновым двигателем объёмом 1,6 литра и мощностью 117 л. с., который может комплектоваться пятиступенчатой механической коробкой передач или вариатором. Выпуск прекращён с 2018 года.